# بوفچه-شبگرد گینه نو
بوفچه-شبگرد گینه نو یا بوفچه-شبگرد فوگلکوپ (نام علمی: Aegotheles affinis) نام یک گونه از راسته شبگردسانان است.